# Medal Winners Open
Medal Winners Open é uma competição pro–am internacional de patinação artística no gelo, sediado no Japão. A competição é organizada pela Federação Japonesa de Patinação, sendo uma competição através de convite.

## Edições
| Ano        | Edição               | Cidade sede          | Sênior               | Sênior               | Ref                  |                      |
| Ano        | Edição               | Cidade sede          | M                    | F                    | Ref                  |                      |
| ---------- | -------------------- | -------------------- | -------------------- | -------------------- | -------------------- | -------------------- |
| 2012       | 1.ª                  | Saitama              | •                    | •                    | [ 1 ] [ 2 ]          |                      |
| 2013– 2014 | Não houve competição | Não houve competição | Não houve competição | Não houve competição | Não houve competição | Não houve competição |
| 2015       | 2.ª                  | Tóquio               | •                    | •                    | [ 3 ] [ 4 ]          |                      |
| 2016       | 3.ª                  | Osaka                | •                    | •                    | [ 5 ]                |                      |

## Resultados

### 2012
A competição inaugural aconteceu no dia 5 de outubro de 2012, na cidade de Saitama, Japão.

#### Individual masculino
| Pos. | Nome               | Nacionalidade | Pontos |
| ---- | ------------------ | ------------- | ------ |
| 1    | Jeffrey Buttle     | Canadá        | 83.40  |
| 2    | Kurt Browning      | Canadá        | 71.57  |
| 3    | Ilia Kulik         | Rússia        | 69.93  |
| 4    | Takeshi Honda      | Japão         | 69.32  |
| 5    | Alexei Yagudin     | Rússia        | 69.10  |
| 6    | Philippe Candeloro | França        | 51.63  |

#### Individual feminino
| Pos. | Nome             | Nacionalidade  | Pontos |
| ---- | ---------------- | -------------- | ------ |
| 1    | Shizuka Arakawa  | Japão          | 64.80  |
| 2    | Joannie Rochette | Canadá         | 63.47  |
| 3    | Irina Slutskaya  | Rússia         | 61.97  |
| 4    | Sarah Meier      | Suíça          | 54.53  |
| 5    | Laura Lepisto    | Finlândia      | 52.98  |
| 6    | Kimmie Meissner  | Estados Unidos | 51.90  |

### 2015
A segunda edição foi disputada no dia 16 de janeiro de 2015, na cidade de Tóquio, Japão.

#### Individual masculino
| Pos. | Nome             | Nacionalidade  | Pontos |
| ---- | ---------------- | -------------- | ------ |
| 1    | Evgeny Plushenko | Rússia         | 86.95  |
| 2    | Nobunari Oda     | Japão          | 85.15  |
| 3    | Jeffrey Buttle   | Canadá         | 77.28  |
| 4    | Johnny Weir      | Estados Unidos | 75.14  |
| 5    | Evan Lysacek     | Estados Unidos | 73.32  |
| 6    | Takeshi Honda    | Japão          | 50.41  |

#### Individual feminino
| Pos. | Nome             | Nacionalidade  | Pontos |
| ---- | ---------------- | -------------- | ------ |
| 1    | Joannie Rochette | Canadá         | 64.67  |
| 2    | Sarah Meier      | Suíça          | 54.89  |
| 3    | Miki Ando        | Japão          | 54.10  |
| 4    | Laura Lepisto    | Finlândia      | 52.94  |
| 5    | Irina Slutskaya  | Rússia         | 50.63  |
| 6    | Kimmie Meissner  | Estados Unidos | 45.56  |

### 2016
A terceira edição foi disputada no dia 15 de janeiro de 2016, na cidade de Osaka, Japão.

#### Individual masculino
| Pos. | Nome           | Nacionalidade  | Pontos |
| ---- | -------------- | -------------- | ------ |
| 1    | Jeremy Abbott  | Estados Unidos | 85.44  |
| 2    | Nobunari Oda   | Japão          | 83.82  |
| 3    | Jeffrey Buttle | Canadá         | 72.76  |
| 4    | Johnny Weir    | Estados Unidos | 70.30  |
| 5    | Ilia Kulik     | Estados Unidos | 69.67  |

#### Individual feminino
| Pos. | Nome             | Nacionalidade  | Pontos |
| ---- | ---------------- | -------------- | ------ |
| 1    | Joannie Rochette | Canadá         | 71.27  |
| 2    | Carolina Kostner | Itália         | 59.69  |
| 3    | Miki Ando        | Japão          | 54.13  |
| 4    | Yuka Sato        | Japão          | 50.44  |
| 5    | Kimmie Meissner  | Estados Unidos | 45.12  |